# 特拉比松戰役
特拉比松戰役，發生在1505年，當時的王子塞利姆反擊的薩非王朝軍隊。
當時伊斯梅爾一世的兄弟易卜拉欣率領一支由3000人組成的軍隊，掠奪塞利姆的省份。塞利姆反擊並追趕薩法維人，最遠到達埃爾津詹;他屠殺了他們中的許多人，並沒收了他們的武器和彈藥。塞利姆隨後派遣一支單獨的部隊突襲薩法維王朝的西部領土。戰役后，伊斯梅爾國王派遣特使前往巴耶濟德二世處，抱怨塞利姆過於激進的襲擊，並要求歸還他俘虜的士兵的武器，巴耶濟德沒有歸還武器，但他確實派特使帶著禮物和友誼承諾回國。塞利姆在1507年和1510年再次與薩法維王朝作戰，兩次都擊敗了薩法維軍隊。